# Melaleuca tamariscina
Melaleuca tamariscina là một loài thực vật có hoa trong Họ Đào kim nương. Loài này được Hook. mô tả khoa học đầu tiên năm 1848.